# Wood Point (Ross-Insel)
Der Wood Point ist eine Landspitze an der Nordküste der antarktischen Ross-Insel. Sie liegt 16 km ostsüdöstlich des Kap Tennyson.
Das Advisory Committee on Antarctic Names benannte sie 1964 nach dem US-amerikanischen Biologen Robert C. Wood, der im Rahmen des United States Antarctic Research Program in drei aufeinanderfolgenden antarktischen Sommerkampagnen zwischen 1961 und 1964 am benachbarten Kap Crozier tätig war.